# چیگر هیل (آلاباما)
چیگر هیل (به انگلیسی: Chigger Hill) یک منطقهٔ مسکونی در ایالات متحده آمریکا است که در آلاباما واقع شده‌است. چیگر هیل ۳۴۲ متر بالاتر از سطح دریا قرار دارد.